# Filippo Maria Gherardeschi
Filippo Maria Gherardeschi (geboren am 11. Oktober 1738 in Pistoia; gestorben 18. Juni 1808 in Pisa) war ein italienischer Komponist und Organist.

## Leben und Werk
Aus einer Musikerfamilie stammend, studierte Gherardeschi von 1756 bis 1761 in Bologna unter der Anleitung von Giovanni Battista Martini Musik. 1761 wurde er Mitglied der Accademia Filarmonica von Bologna. 1763 wurde er Kapellmeister in Volterra und kurz darauf Organist am Dom zu Pisa. 1770 war er Direktor der Kapelle der Kathedrale von Pistoia, jedoch nur für eine begrenzte Zeit, und verließ den Ort zugunsten seines Bruders Domenico. 1783 wurde er zum Dirigenten und Professor für Musik am Hof des Großherzogs der Toskana Leopold II. ernannt. Schließlich diente er 1785 als Chorleiter in der Kirche von Santo Stefano in Pisa.
Aus seiner Familie ist insbesondere sein Neffe Giuseppe Gherardeschi bekannt, Organist und Chorleiter der Kathedrale von Pistoia.
Filippo Maria Gherardeschi war ein großer Bewunderer Johann Sebastian Bachs, der hauptsächlich geistliche Musik komponierte, ohne jedoch den alten Stil seines Lehrers Martini oder der Schule von Bologna zu imitieren. Er schrieb mindestens 26 Messen, Hymnen, Psalmen und andere geistliche Werke. Zum Gedenken an den Tod des ersten Herrschers des Königreichs Etrurien, Ludwig I. von Bourbon, komponierte er 1803 eine große Requiemmesse. Gherardeschi komponierte sieben Opern, die hauptsächlich in der Toskana aufgeführt wurden. 1767 schrieb er zusammen mit Florian Leopold Gassmann die Oper La contessina (die bekannteste Oper des deutschen Komponisten), in die er einige seiner Arien einbaute. Er schrieb auch eine Abhandlung Elementi per suonare il cembalo (Grundlagen des Cembalospiels).

## Werke (Auswahl)
- L’amore artigiano (Libretto Carlo Goldoni, 1763, Lucca)
- Il curioso indiscreto (Libretto von Giuseppe Petrosellini, 1764, Pisa)
- I visionari (Libretto de Giovanni Bertati, 1765, Pisa)
- La contessina (Libretto von Marco Coltellini, in Zusammenarbeit mit Florian Leopold Gassmann, 1767, Venedig)
- L’astuzia felice (Dramma giocoso, Libretto von Carlo Goldoni, 1767, Venedig)
- I due gobbi (1769, Pisa)
- La notte critica (Dramma giocoso, Libretto von Carlo Goldoni, 1769, Pisa)